# Купцов Сергій Олексійович
Сергій Олексійович Купцов (укр. Сергій Олексійович Купцов; нар. 27 вересня 1948, Кривий Ріг) — радянський футболіст, що грав на позиції нападника. По завершенні ігрової кар'єри — начальник команда і головний транер.

## Біографія
Сергій Купцов народився в Дзержинському районі Кривого Рогу. Його батько — Олексій Гаврилович Купцов був гірником, який пройшов шлях від робітника до головного інженера і начальника проходки. Його трудовий шлях був відзначений трьома почесними знаками «Шахтарська слава». Мати Надія Іларіонівна була домогосподаркою. Футболом почав займатися в групі підготовки «Кривбасу». Перший тренер — Володимир Андрійович Ткаченко. Через кілька років Сергій Купцов був запрошений в юнацьку команду, де його партнерами були Валерій Яремченко, В'ячеслав Дудник і Віктор Алексанов.

### Клубна кар'єра
У 1966 році Купцов дебютував у першій команді «Кривбасу». У своєму першому сезоні вісімнадцятирічний футболіст зіграв 8 матчів, виходячи в основному на заміну. В наступному році став повноправним гравцем основного складу. Перший гол за команду забив 16 червня 1968 року у ворота сєверодонецького «Хіміка».
У 1969 році Купцов був запрошений до клубу вищої ліги донецького «Шахтаря». Був зарахований в дублюючий склад команди. Дубль гірників на той момент був чинним срібним призером турніру дублерів. У перший же рік в дублі Сергію Купцову вдалося допомогти «Шахтарю» вперше стати переможцем першості СРСР серед дублюючих складів команд вищої ліги. Особистий внесок футболіста у це досягнення було відзначений спортивним званням кандидата у майстри спорту СРСР. У вищій лізі дебютував у тому ж році на виїзді у матчі проти «Пахтакора». Через кілька днів в Одесі, у матчі з дублем «Чорноморця», Купцов отримав розрив хрестоподібної зв'язки колінного суглоба. Сергій переніс операцію, після чого більше року відновлювався.
У 1971 році повернувся в «Кривбас», але в чемпіонському сезоні не зіграв жодного матчу. Після цього був призваний в армію. У 1975 році знову повернувся в криворізьку команду. У цьому сезоні «Кривбас» знову зайняв перше місце в українській зоні другої ліги, а Купцов зіграв 5 матчів. Навесні 1976 року на передсезонних зборах у Ялті в нього «вискочив» меніск і, після чергової операції, футболіст завершив ігрову кар'єру.

### Тренерська кар'єра
У 1985 році був запрошений назад в «Кривбас» на посаду начальника команди, яку займав по 1991 рік. В цей період в команді дебютував його старший син Андрій. У другому колі сезону 1987 року деякий час працював головним тренером команди.

## Сім'я
Два сина Сергія Купцова — Андрій і Олексій згодом стали професійними футболістами.